# 奧廷 (明尼蘇達州)
奧廷（英語：Outing）是位於美國明尼蘇達州卡斯縣克魯克德萊克鎮區的一個非建制地區。

## 地理
奧廷所處的海拔為高於海平面401米（即1316英呎），而該地所採用的時區為UTC-6，即北美中部時區（CST）。同時該地設有夏令時間，為UTC-6調快一小時，即UTC-5（CDT）。